# Makdiops
Makdiops is een spinnengeslacht in de familie van de Selenopidae. 
Makdiops werd in 2011 beschreven door Sarah C. Crews & Harvey.

## Soorten
Makdiops omvat de volgende soorten:
- Makdiops agumbensis (Tikader, 1969)
- Makdiops mahishasura Crews & Harvey, 2011
- Makdiops montigenus (Simon, 1889)
- Makdiops nilgirensis (Reimoser, 1934)
- Makdiops shiva Crews & Harvey, 2011